# Eta Arae
Eta Arae (η Ara / HD 151249 / HR 6229) es una estrella en la constelación de Ara, el altar. De magnitud aparente +3,78, se encuentra a 310 años luz del sistema solar. 
Eta Arae es una de las muchas gigantes naranjas visibles en el cielo nocturno, siendo Arturo (α Bootis) y Pólux (β Geminorum) las más brillantes dentro de esta clase. De tipo espectral K5III, Eta Arae es más fría que ambas, con una temperatura efectiva de 3886 K. Es una gigante naranja de gran tamaño, comparable al de Maasym (λ Herculis) o Minkar (η Corvi); su diámetro es 56 veces más grande que el del Sol y unas seis veces más grande que el de Pólux.
Posee una baja metalicidad, siendo su contenido relativo de hierro equivalente al 43% del existente en el Sol.
Es una estrella evolucionada con una masa ligeramente mayor que la del Sol y una edad estimada de 7110 ± 2340 millones de años.
Eta Arae tiene una compañera de magnitud 13,5 visualmente a 22 segundos de arco. Si la relación física entre ambas estrellas es real, la separación entre ellas es de más de 2090 UA.